# Herb Nowej Słupi
Herb Nowej Słupi – jeden z symboli miasta i gminy Nowa Słupia.

## Wygląd i symbolika
Herb przedstawia na tarczy w polu srebrnym czerwonego jelenia z czarnym krzyżem między porożem na zielonej górze.

## Historia
Pierwszy historyczny herb miasta przedstawiał krzyż łaciński złamany w lewo.
Współczesny herb został ustanowiony w 1991. 25 lat później, w 2016, rozpoczęto prace nad ustanowieniem nowego wizerunku herbu. Obowiązujący herb miał stać się logiem gminy, a nowy symbol, autorstwa dr Jerzego Michty, miał przedstawiać trzy złote krzyże na zielonym tle oraz dwie dymarki, a pomiędzy nimi złamany krzyż, nawiązujący do legendy o Świętym Krzyżu. Do dziś obowiązuje jednak wersja z 1991 (została ona potwierdzona w statucie z 2018).